# Ibn Sidah
Abū'l-Ḥasan ʻAlī ibn Ismāʻīl (أبو الحسن على بن اسماعيل‎ ), noto come Ibn Sīdah (ابن سيده‎), o Ibn Sīdah'l-Mursī (ابن سيده المرسي‎) (Murcia, 1007 circa – Dénia, 1066) è stato un linguista, lessicografo e filologo arabo dell'Andalusia.
Compilò l'enciclopedia al-Kitāb al-Mukhaṣṣaṣ (المخصص‎) e il dizionario di lingua araba Al-Muḥkam wa-al-muḥīt al-aʻẓam (المحكم والمحيط الأعظم‎). I suoi contributi alle scienze del linguaggio, della letteratura e della logica furono considerevoli.

## Biografia
Ibn Sīdah era nato a Murcia nell'Andalusia orientale. Lo storico Khalaf ibn ʻAbd al-Malik Ibn Bashkuwāl (ابن بشكوال‎) (1183-1101) nel suo libro Kitāb aṣ-Ṣilah (كتاب الصلة‎)   dice che Ismāʻīl era il nome di suo padre, in accordo con i nomi dati nel Mukhassas. Tuttavia Al-Fath ibn Khaqan in mathmah al-anfus (مطمح الأنفس‎) gli dà il nome Aḥmad. Yaqut al-Hamawi ne Il lessico della letteratura, dice che Ibn Sīdah ("figlio di una donna") era il suo soprannome. Sorprendentemente sia lui che suo padre erano ciechi. Suo padre era uno scultore anche se sembra che le discipline a cui dedicò la sua vita, la filologia e la lessicografia, fossero state già presenti nella sua famiglia.
L'enciclopedia biografica di Mohammed bin Ahmed bin Othman Al-Dhahabi Siyar A'lam al-Nubala (سير أعلام النبلاء‎) è la principale fonte biografica. Visse nella taifa di Dénia e delle isole orientali (طائفة دانية والجزائر الشرقية‎) sotto il governo dell'emiro Mujahid al-Amiri al-Muwaffaq (الأمير مجاهد العامري‎ ) (1044-1014) e si recò alla Mecca e Medina. Studiò a Cordova sotto la guida del famoso grammatico Abu al-Sa'ad ibn al-Hasan al-Rubai al-Bagdadi (أبو الجاء صاعد بن الحسن الربعي البغدادي) (m. 1026), esiliato in Andalusia, e con Abu Omar al- Talmanki (أبي عمر الطلمنكي). Morì a Dénia.

## Opere
- al-Mukhaṣṣaṣ (المخصص‎) "Indennità" (20 voll.) [5]
- Al-Muḥkam wa-al-muḥīt al-aʻẓam (المحكم والمحيط الأعظم‎) (Beirut, 2000);[6] Dizionario arabo, 11 voll. Una fonte principale per il famoso dizionario Lisān al-ʿArab del grande lessicografo del XIII secolo Ibn Manzur .
- al-Hukam wa'l muhitu'l adhim (المحكم والمحيط الأعظم‎) "The Great Comprehensive Reference"
- al-Uniq (الأنيق) "L'elegante"
- Shar 'asla' al-Muntaq (شرح إصلاح المنطق‎) "Commento alla riforma della logica"
- Shar 'ma' ashkal min sha'r al-Mutanbi (شرح ما أشكل من شعر المتنبي‎) "Commento alle forme delle poesie di al-Mutanabbi: poemi  (al-Kindi)"
- al-'alam fi'lugha ala al-aj'nas (العلام في اللغة على الأجناس‎) "Scienza delle lingue delle nazioni"
- al-'alam wa'l Muta'lm (العالم والمتعلم‎) "La conoscenza e lo studente"
- al-Wafifi alam 'ahkam al-Quwafi (الوافي في علم أحكام القوافي‎) "Scienza della rima"
- al-'awis fi shar Isla 'l-Muntaq (العويص في شرح إصلاح المنطق‎) "Spiegazione acuta della logica"
- Shar 'Kitab al-'Akhafash (شرح كتاب الأخفش‎) "Commento al Libro dei Nascosti"
- as-Sma 'wa' l-'Alam (السماء والعالم‎) 'Paradiso e Terra'
- al'alam fi'Lughati (العالم في اللغة‎) "Filologia"
- Shawad al-Lughati (شواذ اللغة‎) "Linguaggio degli amanti"
- Al-Muhkam wal-Muhit al-A'zam (المحكم والمحيط الأعظم‎) "Il grande e completo arbitro".[5]